# 13 живота
„13 живота“ (на английски: Thirteen Lives) е американски биографичен трилър от 2022 г. на режисьора Рон Хауърд, по сценарий на Уилям Никълсън. Във филма участват Виго Мортенсен, Колин Фарел, Джоел Еджертън и Том Бейтман. Филмът е пуснат в различни кина на 29 юли 2022 г. от „Юнайтед Артистс Релийзинг“, преди да се премести в стрийминг платформата „Амазон Прайм Видео“ на 5 август.